# إيريك اسرايلسون
إيريك اسرايلسون (بالسويدية: Erik Israelsson)‏ (25 فبراير 1989 في السويد - ) هو لاعب كرة قدم سويدي في مركز الوسط. شارك مع منتخب السويد تحت 17 سنة لكرة القدم ومنتخب السويد تحت 19 سنة لكرة القدم ومنتخب السويد تحت 21 سنة لكرة القدم. أما مع النوادي، فقد لعب مع بي إي سي زفوله ونادي كالمار ونادي هاماربي لكرة القدم.

## وصلات خارجية
- إيريك اسرايلسون على موقع اتحاد النرويج (النرويجية)
- إيريك اسرايلسون على موقع اتحاد السويد (السويدية)
- إيريك اسرايلسون على موقع قاعدة بيانات كرة القدم.إي يو (الإنجليزية)
- إيريك اسرايلسون على موقع Soccerway.com (الإنجليزية)
- إيريك اسرايلسون على موقع عالم كرة القدم.نت (الإنجليزية)